# 余福謙
余福謙（？年—？年），字履和，號醕軒，雲南大理府太和縣人，由癸未進士，道光七年八月任四川順慶府岳池縣知縣，辛卯科調充同考試官，隨調署理番廳，道光十二年回任岳池縣知縣，十三年調署敘永廳，道光十四年回任岳池縣知縣，十五年乙未科調充同考試官，道光十五年十月回任岳池縣知縣。是一位政治人物，明清時曾在四川順慶府岳池縣（位於今四川東北部，武周萬歲通天二年分南充、相如二縣置，是一個千年古縣）擔任官吏。